# Couvent des Dames de Berlaymont
Pour les articles homonymes, voir Couvent des Dames et Berlaymont.
Le couvent des Dames de Berlaymont, fondé à Bruxelles en 1625 par Marguerite de Lalaing, avec l'aide de son époux Florent de Berlaymont, était un monastère de chanoinesses augustiniennes. Les religieuses furent expropriées une première fois en 1794 du fait du durcissement de la politique des gouvernements autrichien et français à l'égard des ordres religieux en Belgique. Même dispersées, les seize moniales restèrent soudées et rebâtirent à Bruxelles, malgré les difficultés causées par le gouvernement du royaume uni des Pays-Bas. En 1864, cependant, le nouvel édifice dut être abandonné car l'État belge envisageait la construction d'un nouveau palais de justice. Les Dames de Berlaymont déménagèrent donc une nouvelle fois pour un quartier campagnard à front de la rue de la Loi et reconstruisirent leur couvent.

En 1958, elles vendirent leur propriété à l'État belge qui y installa le centre administratif de l'Union européenne, appelé depuis lors le « Berlaymont » en mémoire des anciennes propriétaires du couvent disparu. Les religieuses s'installèrent à Argenteuil, un faubourg au sud de Bruxelles, et y fondèrent le « nouveau monastère de Berlaymont » et leur internat pour jeunes filles, école devenue mixte depuis.

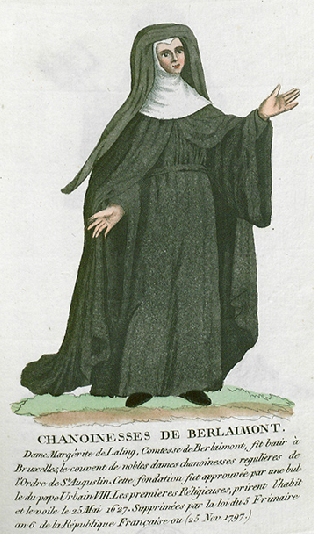
Chanoinesses de Berlaimont.

## Fondation

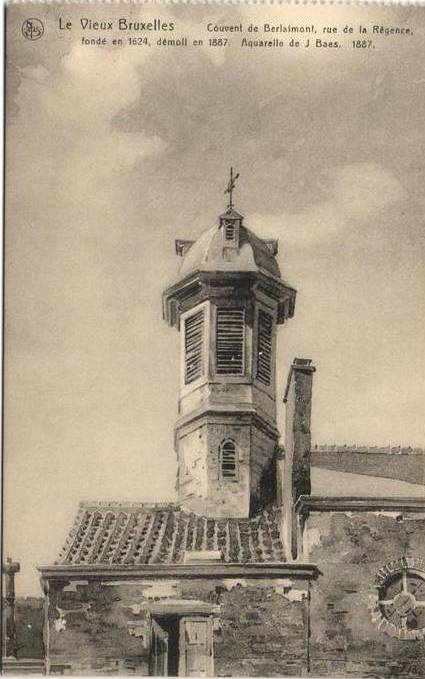
Clocher du pensionnat rue de la Régence (Aquarelle de Jan Baes).

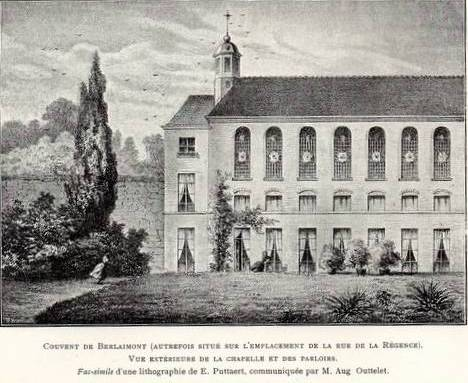
Le Couvent de Berlaymont rue de la Régence (vue sur la chapelle et les parloirs) (d'après une lithographie de E. Pottaert).

Après avoir partagé leurs biens entre leurs enfants, le comte de Berlaymont et son épouse Marguerite de Lalaing sollicitent de l’archiduchesse Isabelle l’autorisation de fonder un cloître de chanoinesses régulières de saint Augustin à Bruxelles. Ils veulent y affecter leur hôtel particulier, acquis de la Famille t'Serclaes, une somme de 100 000 florins pour la construction de l’église et une rente en biens-fonds de 6 000 florins constituée sur le domaine de Montigny, hérité de Florent de Hornes, exécuté à Simancas (Espagne) en 1570 sur ordre de Philippe II d'Espagne.
L’archiduchesse donne son accord par ordonnance du 18 décembre 1624 alors que son architecte, Jacques Franquart (1577-1651), est déjà à pied d’œuvre. Rédigées par le provincial des jésuites, Charles Scribani (1561-1629), les constitutions se fondent sur la règle de saint Augustin avec des emprunts à celle de saint Ignace. Elles sont confirmées par le pape Urbain VIII le 10 août 1626.
À la fois contemplatives et éducatrices — ora et labora —, les dames de Berlaymont sont recrutées dans l’entourage de la fondatrice pour la solidité de leur foi et de leur vocation, mais aussi pour la qualité de leur jugement et de leur humeur, indispensable pour vivre en communauté. Les religieuses sont réparties en deux classes, mais en raison de difficultés de recrutement, cette distinction est toutefois abolie un demi-siècle plus tard. Pour être chanoinesse, il fallait d’abord justifier de quatre quartiers de noblesse. Les autres, jeunes personnes nées de parents honnêtes sans titre de noblesse, étaient maîtresses des escollières.
Les huit premières moniales entrent en clôture le jour de la Pentecôte 1625. La mort de Florent de Berlaymont au cours de leur noviciat retarde toutefois la prise d’habit et la fondation officielle, qui sont célébrées le 25 mai 1627 entre les mains de Monseigneur Jacques Boonen, quatrième archevêque de Malines, en présence de l’archiduchesse Isabelle. Les religieuses s’installent donc à l’ombre de la cathédrale Saints Michel et Gudule, dans l’hôtel particulier de la fondatrice situé impasse Etengat. Une chapelle baroque, dédiée à l’Épiphanie, sépare le quartier des enfants du cloître. Un an plus tard, Marie de Duras est élue prévôte et non abbesse de la communauté, pour mieux souligner que la fonction ne lui confère aucun privilège par rapport à ses sœurs.
Le rayonnement du couvent et de son école n'a jamais faibli, malgré les difficultés matérielles auxquelles l'établissement est parfois confronté. Il échappe ainsi, comme par miracle, aux bombardements intensifs de l’armée française en 1695 et en 1746.

## Expropriation à deux reprises
L’existence des ordres religieux contemplatifs devient plus difficile en Belgique sous les gouvernements autrichien et français. Les Dames de Berlaymont sont, une première fois, contraintes à l’exil en 1794. Quatre ans plus tard, le couvent bruxellois est menacé de fermeture. La prévôte, Marie-Louise Marnier, bataille ferme pour retarder l’échéance. Mais les ordres enseignants et hospitaliers étant à l’abri, puisqu’il y a contestation, un arrêté vient supprimer cette exception. Sous la « protection » de Nicolas Rouppe, alors commissaire du Directoire à la municipalité, les dernières sœurs quittent le monastère le 31 mai 1798. Deux mois plus tard, la propriété est mise en vente publique par lots et les bâtiments sont démantelés pour récupérer les matériaux.
Même dispersées, les religieuses restent soudées. Un pensionnat, réduit à quelques élèves, subsiste à la maison de la Folie, rue aux Laines, puis dans l’ancien hôtel du prince de Gavre, rue des Trois-Têtes. Les religieuses parviennent même à se regrouper dans la maison d’à côté en 1802. Six ans plus tard, le 5 septembre 1808, elles s’installent dans l’ancien couvent des Minimes, situé entre les rues de l’Étoile, du Manège et de l’Arbre Bénit. Pour faciliter la construction du nouveau pensionnat, leur voisin, le prince de Mérode, leur cède une large bande de terrain dans le fond de son vaste jardin. Les seize moniales sont désormais prêtes à rebâtir.
Malgré des promesses répétées, le gouvernement du royaume uni des Pays-Bas, qui était imprégné de joséphisme et prônait un enseignement officiel de qualité, désire règlementer l’instruction privée des écoles chrétiennes et impose, notamment, un diplôme pour enseigner. Les sœurs s’y attellent et obtiennent le précieux sésame, mais le mal est fait et sera, notamment, à l’origine de la révolution belge de 1830.[précision nécessaire]
Mais une nouvelle menace contraint à nouveau le Berlaymont à l’exode quelques années plus tard. Il s’agit de la construction du nouveau palais de justice de Bruxelles qui, en l’absence de résultat probant au concours d’architecture organisé à cette occasion, est confiée en 1861 à l’architecte Joseph Poelaert. Il s'avère que son plan d’aménagement ne permet pas de conserver le pensionnat des Dames de Berlaymont. Expropriées par l’État belge, les Dames de Berlaymont déménagent une nouvelle fois le 16 juillet 1864 dans un quartier campagnard, loin des fureurs de la vie citadine, à front de la rue de la Loi qui vient d’être prolongée jusqu’à la nouvelle plaine des manœuvres située au futur parc du Cinquantenaire. C’est donc au bout du monde qu’elles construisent de nouveaux bâtiments, entourés à l’arrière d’un beau parc. Le chevet de la nouvelle église, achevée en décembre 1876, était visible depuis le boulevard Charlemagne.

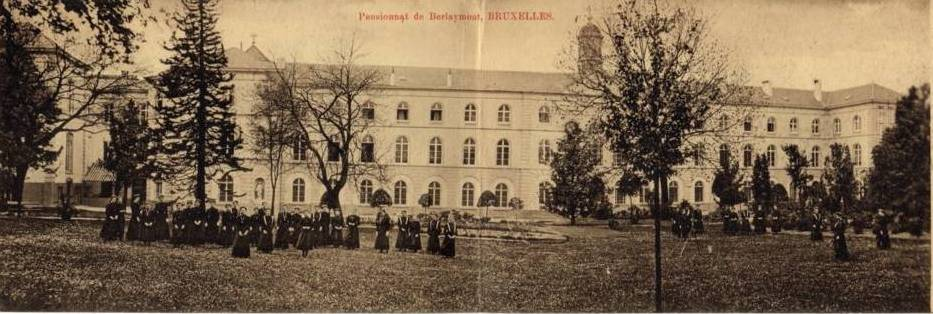
Le pensionnat de Berlaymont (rue de la Loi) côté jardin en 1901.

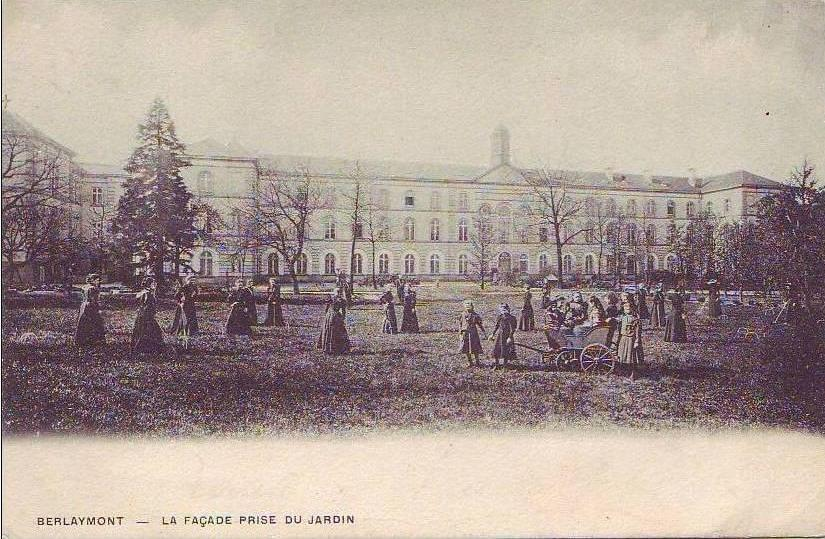
Jardin du pensionnat rue de la Loi vers 1903.
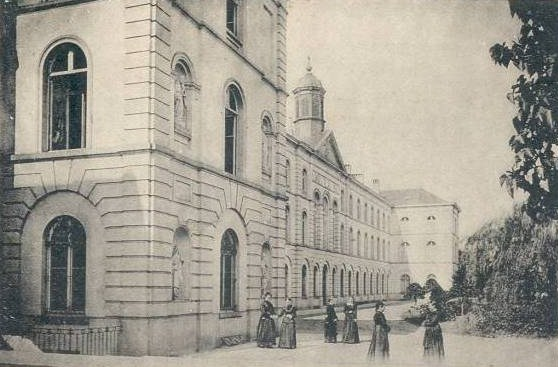
Vue partielle de la façade arrière
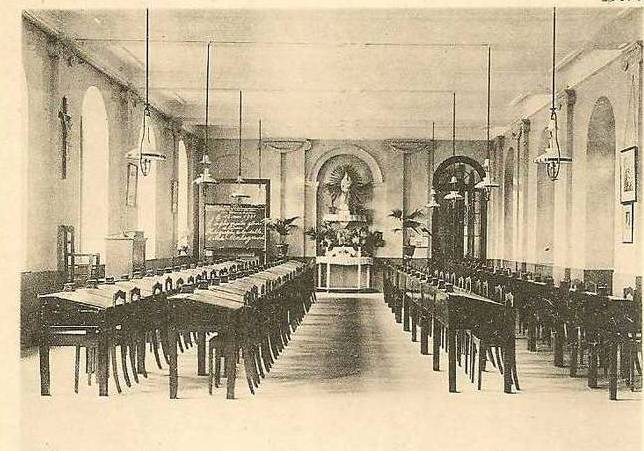
Salle d'étude du Berlaymont (rue de la Loi).
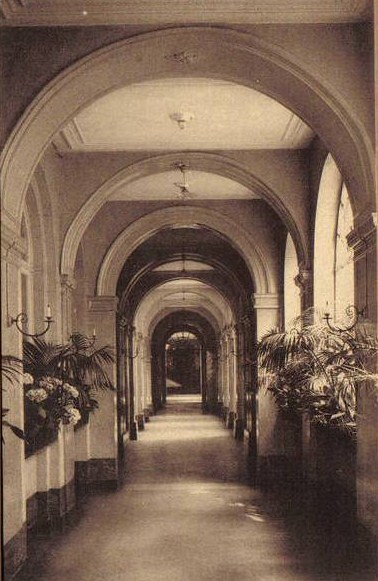
Couloir du pensionnat rue de la loi vers 1900.
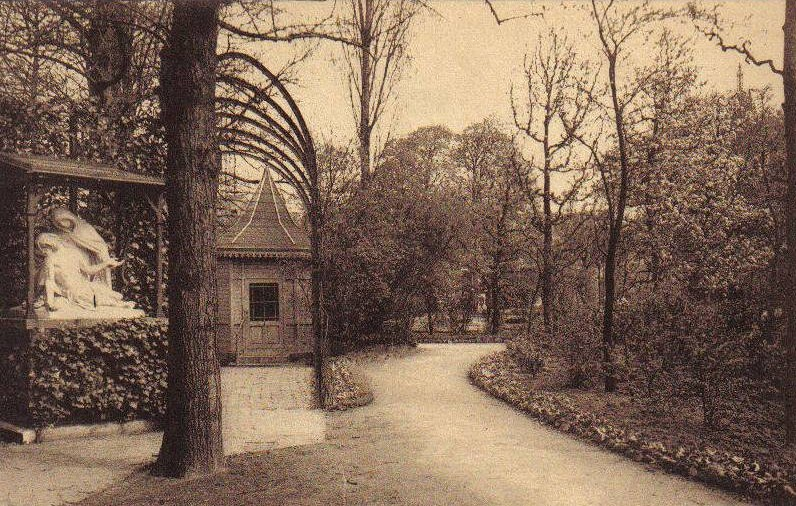
Statue de la Pieta au jardin (vers 1905)
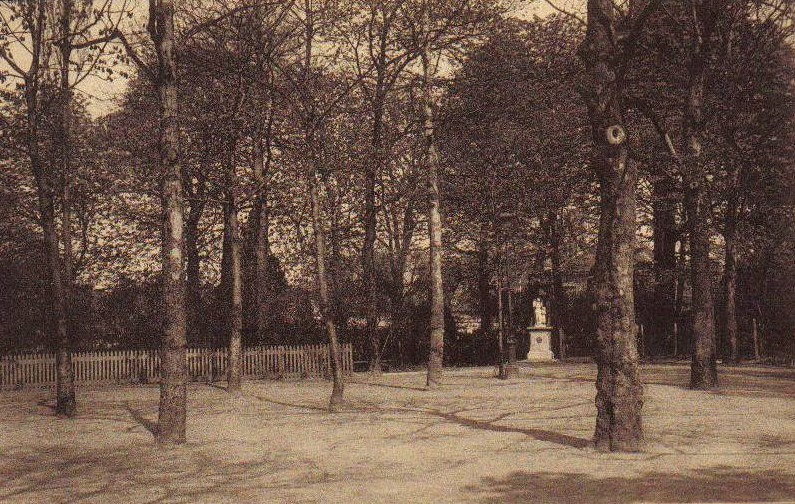
Aire de jeux (vers 1900).
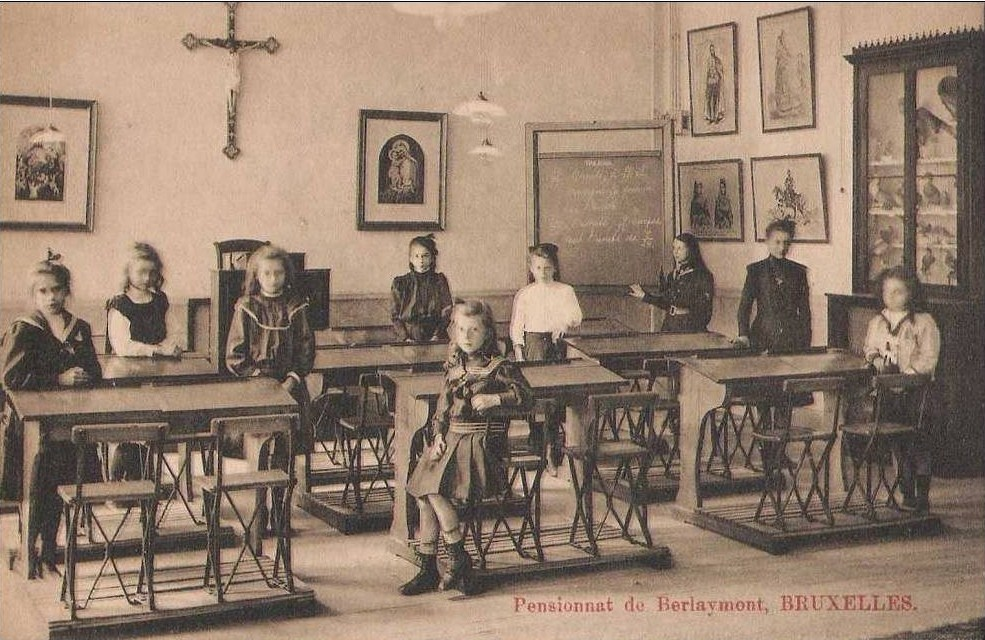
Une salle de classe (vers 1905).
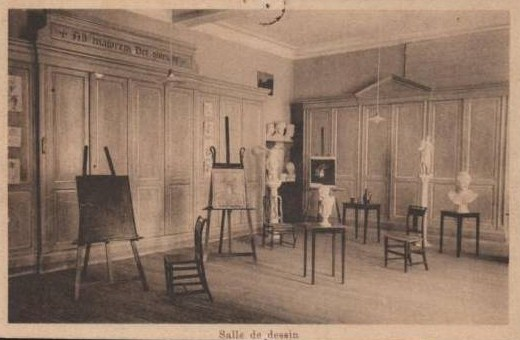
La salle de dessin (vers 1903)
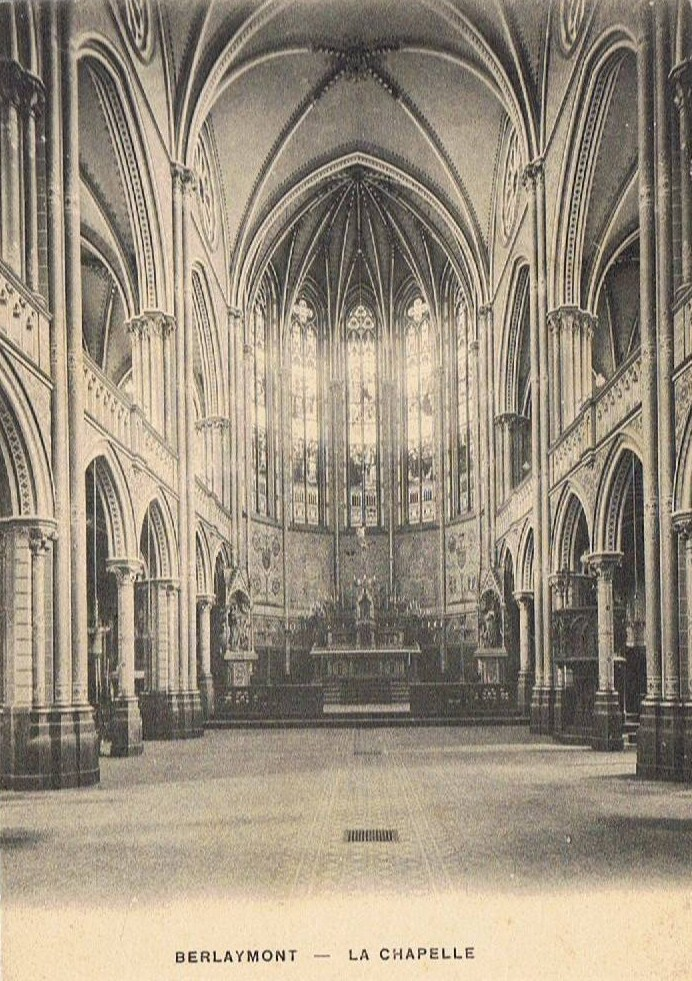
La chapelle (vers 1900)
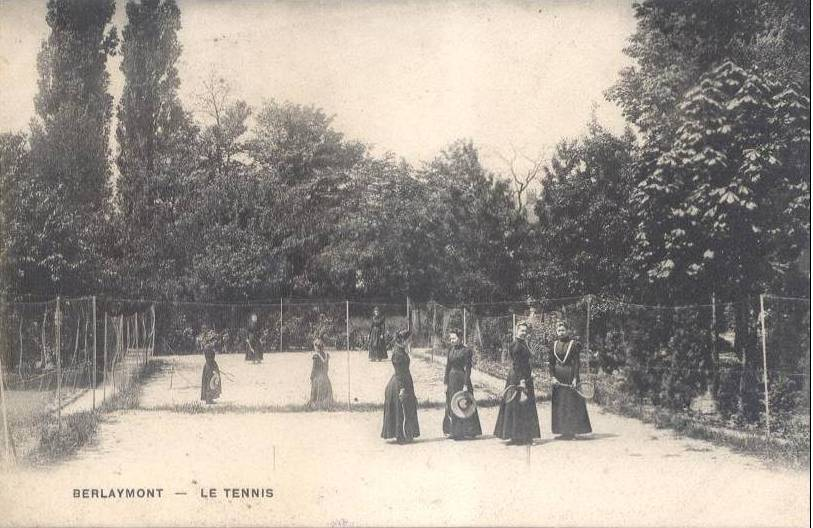
Élèves du Berlaymont jouant au tennis en pension.

## Havre de paix en plein Bruxelles

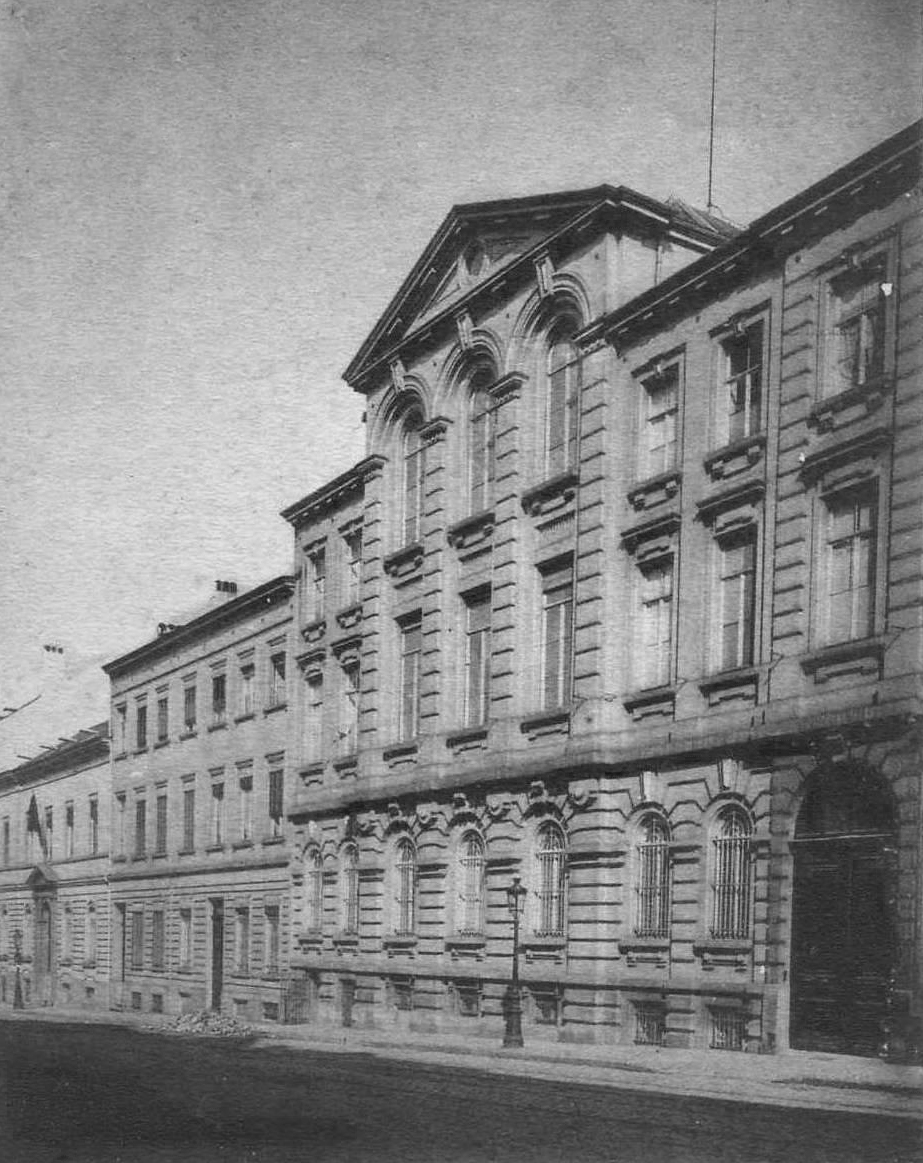
Le couvent pensionnat de la rue de la loi vers 1900.

### Convoitise des promoteurs immobiliers
La présence de cette vaste parcelle peu construite en plein centre d’un quartier en mutation, un véritable havre de paix, engendre la convoitise des promoteurs immobiliers, lesquels sont à la recherche de terrains pour lancer la construction d’immeubles de bureaux. Depuis deux ans déjà, des personnes de tous horizons, plus ou moins intéressées, essayent de convaincre les chanoinesses régulières de l'ordre de Saint-Augustin de quitter la rue de la Loi où elles sont installées depuis 1864. Soumises à une pression de plus en plus insistante, elles finissent par céder.
C'est une société d'entrepreneurs de la place, les entreprises François et fils, qui dispose depuis 1959, par l'intermédiaire d'un organisme financier, la Caisse Privée Banque, d'une option d'achat sur le domaine. Elle pense pouvoir disposer assez rapidement d'une première tranche de terrain, à front de la rue Stévin, suffisante pour entamer la construction d'un complexe administratif.

### Volonté des chanoinesses de déménager
Au-delà de l'attrait qu'exercent les grands espaces verts de la périphérie de Bruxelles sur les citadins, des raisons objectives militent en faveur d'un déménagement. La pénurie de locaux, par ailleurs peu rationnels et très lourds à entretenir, se fait sentir de plus en plus sous l'effet de la poussée démographique. L'environnement de la rue de la Loi, où la circulation et le bruit ne font que s'accroître, se dégrade au préjudice de la population scolaire qui risque, à terme, de se détourner du Centre scolaire de Berlaymont.
C'est dans cet état d'esprit, largement partagé par la communauté monastique, que sont accueillies favorablement les offres de rachat des promoteurs privés. Mais, alors que l'option en faveur des entreprises François est toujours pendante, le gouvernement belge décide, le 8 décembre 1958, de se porter acquéreur du bien et fait une offre en ce sens au début de l'année suivante. Il veut y construire le centre administratif de l’Union européenne, le fameux Berlaymont.

### Cession de la propriété
Longues et laborieuses, les négociations sur les conditions d'achat mettent plus d'un an à aboutir. Pour l'ASBL-Monastère de Berlaymont, le prix offert par le promoteur privé – 3,1 millions d’euros - constitue un seuil minimum. L'État belge, qui n'en propose d'abord que 2,23, envisage ensuite d'échanger la propriété contre un domaine de 26 hectares qui lui appartient à Argenteuil et une soulte de 2,38 millions d’euros. Le monastère accepte mais des circonstances imprévues amènent l'État belge à retarder la conclusion de l'accord.
Entre-temps, en effet, le roi Léopold III, invité à quitter le château de Laeken en raison du mariage de son fils, Baudouin Ier, jette son dévolu sur le domaine d'Argenteuil, ce qui rend la transaction impossible. Qu'à cela ne tienne, un voisin bien intentionné, le comte Ludovic de Meeûs d'Argenteuil, se dit prêt à céder au monastère, à des conditions avantageuses, 30 hectares à proximité. Il faudra toutefois veiller à ce que l'État belge, qui projette de faire passer à cet endroit la route de contournement de Waterloo, garantisse l'accès à la parcelle par des ouvrages d'art appropriés.
La transaction, dont les termes sont déjà fixés à la fin de l'année précédente, est finalement signée le 25 mai 1960. En outre, la construction des bâtiments scolaires, prévu sur la base des plans des architectes du groupe Structures est pratiquement achevée à la rentrée scolaire de 1962, à l’exception en effet de la chapelle et de la salle de sports, cette rentrée étant retardée de quinze jours pour l'occasion. La totalité du déménagement est effective en novembre 1963.